# Ehestorf (Rosengarten)
Ehestorf (plattdeutsch Ehstörp) ist ein Ort im Norden der niedersächsischen Gemeinde Rosengarten direkt am südlichen Stadtrand von Hamburg im Landkreis Harburg gelegen.

## Geographie
Ehestorf liegt auf dem Geestrücken und wirkt deshalb, aus Blickrichtung Hamburg, wie auf einem Berg gelegen.

## Nachbarorte
Ehestorf grenzt im Norden an den Stadtteil Hamburg-Hausbruch und südlich an Vahrendorf und Alvesen.

## Geschichte
Auf dem Kiekeberg, einer Randhöhe der Harburger Berge, erhob sich früher ein Grabhügel der älteren Bronzezeit (WEGEWITZ 1962, S. 16 —19). Er gab seit dem 5. Jahrhundert v. Chr. Anlass, erneut zu bestatten. Nach
einer Belegung mit Urnengräbern in der älteren Jastorf-Zeit setzte eine Belegung in der Ripdorf-Stufe ein, die bis zur Mitte des 2. Jahrhunderts n. Chr. dauerte. 
Am 1. Juli 1972 wurde Ehestorf in die Gemeinde Nenndorf eingegliedert. Der Name dieser Gemeinde wurde am 18. Juli 1973 amtlich in Rosengarten geändert.

## Politik

### Ortsrat
Der Ortsrat von Ehestorf-Alvesen besteht aus elf Ortsratsmitgliedern, durch eine Kommunalwahl für jeweils fünf Jahre gewählt werden.
Die vergangenen Ortsratswahlen ergaben die folgenden Sitzverteilungen:
| Wahljahr | CDU | Grüne | SPD | FDP | Gesamt   |
| 2021     | 5   | 3     | 2   | 1   | 11 Sitze |
| 2016     | 5   | 3     | 3   | -   | 11 Sitze |

Letzte Kommunalwahl am 12. September 2021

### Ortsbürgermeister
Ortsbürgermeister ist Johannes Harpenau (Grüne).

## Kultur und Sehenswürdigkeiten

### Museen
Zwischen Ehestorf und Vahrendorf liegt das Freilichtmuseum am Kiekeberg. Es zeigt dreißig historische Gebäude und wie die Menschen in der Region vor 50 bis 300 Jahren gelebt und gearbeitet haben. Es gibt diverse Haustiere und alte Arten zu bewundern. Auch gibt es regelmäßig Vorführungen von alter Handwerkskunst, wie beispielsweise Schmieden und Spinnen.

### Parks
Direkt neben Ehestorf liegt der Wildpark Schwarze Berge, der diverse Wildtierrassen, vom Hängebauchschwein bis zum Wolf, zeigt.

### Regelmäßige Veranstaltungen
Folgende Veranstaltungen des Kiekeberg-Museums haben in Fachkreisen auch überregional große Bedeutung.
- im Frühjahr und im Sommer: Pflanzenmarkt
- Oldtimertreffen
- Traktorentreff

### Kulinarische Spezialitäten
Das im Museumsdorf hergestellte Brot kann man kaufen und auch im Restaurant am Kiekeberg verzehren. Dort gibt es auch Kassler im Brotteig und andere eher deftige Leckereien.

## Verkehr
Der Radfernweg Hamburg–Bremen führt von Hamburg-Heimfeld durch Ehestorf weiter nach Vahrendorf.

## Weblink
- Ortsrat-Ehestorf-Alvesen